# 토마스소나무밭쥐
토마스소나무밭쥐(Microtus thomasi)는 비단털쥐과에 속하는 설치류의 일종이다. 보스니아 헤르체고비나와 그리스, 마케도니아, 세르비아, 몬테네그로에서 발견되며, 알바니아에서도 서식하는 것으로 추정된다.